# Kit Carson
Christopher Carson, meglio noto come Kit Carson (Richmond, 24 dicembre 1809 – Fort Lyon, 23 maggio 1868), è stato un esploratore e militare statunitense.
Fu un celebre "uomo di frontiera" statunitense del XIX secolo: fu esploratore, guida, agente indiano, trapper, cacciatore e soldato. Figura quasi leggendaria, rappresenta nell'immaginario collettivo una delle icone del Far West.

## Biografia
Fuggì di casa all'età di 16 anni, girovagando fino a stabilirsi nel Colorado, dove intraprese l'attività di cacciatore. Successivamente cambiò mestiere, divenendo guida lungo la tratta che conduceva le carovane di pionieri, dall'est del continente americano verso la California. Come esploratore, Carson guidò numerose spedizioni in California e nelle Montagne Rocciose.
Come cacciatore, soggiornò a Fort Bent, una delle numerose stazioni commerciali create all'epoca della caccia al bisonte, non molto distanti dall'odierna Denver. La sua funzione era quella di procurare carne sufficiente a nutrire i visitatori e i lavoranti nella stazione. Fu proprio in quel periodo che propose la sua celeberrima sfida: uccidere sei bisonti con sei colpi.
Le cronache narrano che riuscì, incredibilmente, a ucciderne ben sette, dopo aver recuperato uno dei sei proiettili, rimasto infilato, percettibilmente, appena sotto la pelle di uno dei bisonti colpiti.
Combatté nella guerra messico-statunitense (1846-1848) e nella Guerra di secessione, arruolandosi nell'esercito nordista (1861-1865), dove ottenne il grado di brigadiere generale.
Alla fine della guerra fu mandato a Fort Stanton, tra i Monti Sacramento con il compito di occuparsi delle tribù indiane Apache e Navajo.
Il tenente colonnello Carson si mostrò moderato nella repressione degli indigeni e, nonostante le raccomandazioni di uccidere tutti i maschi e di catturare le donne, optò per la distruzione delle cose rispettando le vite umane.
Morì il 23 maggio 1868 a Boggsville, sulla stessa tratta che aveva percorso ripetutamente in passato, come guida.
La sua tomba è collocata in un memoriale a lui stesso intitolato presso Taos, Nuovo Messico.

## Kit Carson e la Massoneria
Kit Carson fu iniziato in Massoneria il 29 marzo 1854 presso la Montezuma Lodge #109; presso la stessa Loggia fu innalzato al grado di Compagno d'Arte il 17 giugno e elevato a Maestro il 26 dicembre, sempre nello stesso anno.
In seguito all'innalzamento a Taos delle colonne della Bent Lodge #204 (dal nome dell'amico di Carson, Charles Bent) il 15 dicembre 1859, Kit Carson vi si trasferì, il 30 aprile del 1860, e ne assunse la carica di Secondo Sorvegliante.
Nel 1864 la Bent Lodge fu costretta ad abbassare le colonne e Carson tornò alla Montezuma Lodge, da cui proveniva e presso la quale rimase membro attivo fino alla morte.
A Kit Carson è intitolata la Carson Lodge #1 del Nevada.
Ancor prima di Kit, suo fratello maggiore Moses B. Carson aveva aderito alla Massoneria, alla quale era stato iniziato presso la Franklin Union Lodge #7, nel 1826; nella stessa Loggia Moses B. Carson aveva poi ricevuto i gradi di Compagno e di Maestro, sempre nel 1826.

## Influenza culturale
Il personaggio più o meno romanzato di Kit Carson appare in romanzi, fumetti (Kit Carson viene immaginato come compagno d'avventure di Tex Willer), film e telefilm. Il primo film che ricostruisce la sua figura avventurosa fu un corto di 21 minuti diretto nel 1903 da Wallace McCutcheon.

### Filmografia
- Kit Carson, regia di Wallace McCutcheon (1903)
- The Cheyenne Raiders: or, Kit Carson on the Santa Fe Trail (1910)
- Kit Carson, regia di Fred J. Balshofer (1910)
- Kit Carson Over the Great Divide, regia di Frank S. Mattison(1925)
- California, regia di W. S. Van Dyke (1927)
- Kit Carson, regia di Lloyd Ingraham e Alfred L. Werker (1928)
- Fighting with Kit Carson, regia di Colbert Clark e Armand Schaefer (1933)
- Overland with Kit Carson, regia di Norman Deming e Sam Nelson (1939)
- La grande cavalcata (Kit Carson), regia di George B. Seitz (1940)
- Trail of Kit Carson, regia di Lesley Selander (1945)
- The Adventures of Kit Carson, serie televisiva trasmessa dal 1951 al 1955
- Bridger o Jim Bridger et Kit Carson, regia di David Lowell Rich - Film TV (1976)
- Kit Carson and the Mountain Men - Film TV (1977)
- Tex e il signore degli abissi, regia di Duccio Tessari (1985)